# Касаткина, Дарья Сергеевна
Да́рья Серге́евна Каса́ткина (род. 7 мая 1997, Тольятти, Россия) — австралийская теннисистка, до апреля 2025 года выступавшая за Россию; заслуженный мастер спорта России (2022). Победительница девяти турниров WTA (из них восемь — в одиночном разряде); обладательница Кубка Билли Джин Кинг (2021) в составе сборной России; бывшая восьмая ракетка мира. В юниорах: победительница одного юниорского турнира Большого шлема в одиночном разряде (Открытый чемпионат Франции-2014); серебряный призёр юношеских Олимпийских игр (2014) в парном разряде среди девушек; бывшая третья ракетка мира в юниорском рейтинге ITF (2014).

## Общая информация
Дарья — одна из двух детей Сергея и Татьяны Касаткиных, её брата зовут Александр (фитнес-тренер Дарьи).
Россиянка впервые взяла ракетку в руки в шесть лет. На корте Касаткина предпочитает действовать у задней линии, лучший удар — форхенд, любимое покрытие — грунт.
До начала её профессиональной карьеры наставником в теннисной школе в Тольятти был Дамир Нургалеев.
Любимый теннисист Касаткиной — Рафаэль Надаль. В женском теннисе её кумиры Петра Квитова и Мария Шарапова. Она предпочитает смотреть мужской теннис, и утверждает, что игроки лучше подают и передвигаются по корту.
Касаткина любит заниматься спортом, в том числе и футболом. Является болельщицей футбольного клуба «Барселона».
Любимый город — Барселона.
Спонсорами и партнёрами Дарьи были компании Nike, Tecnifibre и Instaforex. Спонсорство Касаткиной с Nike закончилось в 2021 году. В августе 2021 года Касаткина подписала партнёрское соглашение с Adidas. В 2022 году Касаткина перестала использовать ракетки Tecnifibre, вместо этого подписав соглашение с Decathlon, используя их ракетки Artengo.

### Стиль игры
Касаткина использует множество бросков, включая тяжёлые форхенды с верхним вращением, одноручные срезные удары слева, ударные подачи и дропшоты. Теннисный журналист Стив Тигнор сравнил её способность естественно наносить удары слева одной рукой, несмотря на то, что обычно она использует удары двумя руками, с бывшим теннисистом № 1 в мире среди мужчин Энди Марреем. Бывший тренер Филипп Дехас описывал её стиль как изменение ритма, изменение скорости, изменение траектории. Она полагается на то, чтобы перехитрить своих противников с помощью тактики, а не наносить сокрушительные удары. Тем не менее, она также способна наносить мощные удары по земле. Дехас подчеркивал, что её главная цель — избегать попадания мяча в зону удара соперника. Стиль Касаткиной был высоко оценен другими, включая тренера по женскому теннису Вима Фиссетта, который назвал её «Роджером Федерером женского тенниса».
Любимое покрытие Касаткиной ― грунт. Одна из лучших теннисисток среди женщин Кэролайн Возняцки высоко оценила её способности на грунтовом корте, сказав: «Чем медленнее покрытие, тем лучше для неё». Она также преуспевает на турнирах с хард-кортами, таких как Открытый чемпионат Индиан-Уэлса. Касаткина показала хороший результат на всех трех основных покрытиях в Туре WTA, выиграв титул на грунтовом корте на Открытом чемпионате Чарльстона, выиграв титул на хард-корте на Кубке Кремля и выйдя в четвертьфинал на траве на Уимблдоне.

### Тренеры
Когда Касаткиной было одиннадцать лет, её начал тренировать Максим Прасолов. В возрасте 14 лет она сменила тренера на Дамира Нургалиева. Начиная с 2015 года она переехала в Трнаву в Словакии, чтобы тренироваться в Теннисной академии Empire, сославшись на то, что предпочитает тренироваться вдали от большого города, что было менее осуществимо в России. В академии она работала с бывшим словацким профессиональным теннисистом Владимиром Платеником.
Через три года в конце 2017 года она наняла бельгийца Филиппа Дехаса в качестве своего нового тренера. Дехас заявил, что у него другой стиль, в отличие от Платеника, сказав: «Раньше она работала с тренером, который был сосредоточен на сопернике и на адаптации игры по отношению к сопернику. Я же не слежу за соперником. Я настаиваю на том, чтобы оставить ей свободу, она должна творить, как вольный художник. Несколько дней назад я сравнил её с новым холстом и сказал, что она может рисовать на этом холсте все, что захочет, главное, чтобы он был красивым».
Касаткина рассталась с Дехасом в феврале 2019 года. После двух месяцев без тренера она заменила его Карлосом Мартинесом, бывшим тренером соотечественницы Светланы Кузнецовой.
В феврале 2023 года Касаткина закончила сотрудничество с Мартинесом. Новым тренером стал Флавио Чиполла.

### Личная жизнь
В 2019 году в блиц-интервью каналу «Матч ТВ» Касаткина заявила, что в будущем видит себя «счастливой матерью двоих детей».
В интервью 2021 года Софье Тартаковой Касаткина озвучила комментарии, которые, предположительно, подтверждали её бисексуальность. В июле 2022 года теннисистка совершила каминг-аут как лесбиянка и сообщила, что состоит в отношениях с фигуристкой Натальей Забияко (серебряный призёр зимних Олимпийских игр 2018 года). Это стало известно после того, как Касаткина и Забияко выложили в своих социальных сетях совместную фотографию в обнимку. В 2023 году они начали вести канал на YouTube о жизни в теннисном туре. Также в интервью газете The Guardian Касаткина выразила свою позицию по поводу прекращения боевых действий на Украине. «Мне бы хотелось, чтобы война закончилась», — заявила она, назвав конфликт «полным кошмаром».
28 марта 2025 года Касаткина заявила СМИ о получении вида на жительство в Австралии и смене спортивного гражданства на австралийское — «Австралия это то место, которое я люблю и то место, где я полностью чувствую себя как дома». К этому моменту она являлась 2-й ракеткой России и 12-й ракеткой мира в женском одиночном разряде. Поддержку при обустройстве в новой стране Касаткиной оказывала Дарья Сэвилл, которая также сменила гражданство ещё в 2013 году.

## Спортивная карьера

### Юниорские годы
Не отметившись громкими победами в младших юниорских категориях, Касаткина вскоре после своего четырнадцатилетия дебютировала в старшем туре среди сверстниц. Здесь она быстро смогла побеждать на небольших турнирах и чуть более чем за год набрала достаточный рейтинг, чтобы попробовать свои силы на юниорских соревнованиях Большого шлема. Осенью сборная России с Касаткиной в составе добралась до финала юниорского Кубка Федерации, где уступила команде США, возглавляемой лидером того сезона Тейлор Таунсенд. Следующий сезон прошёл в постепенном наращивании стабильности выступлений, принеся, среди прочего, и первый финал на соревнованиях высшей категории — в Милане, где Касаткина уступила лишь будущей чемпионке мира Белинде Бенчич. Осенью Касаткина вновь сыграла в финальной части юниорского Кубка Федерации, где сборная России в этот раз выиграла титул. В 2014 году россиянка в последний раз сыграла в юниорском туре: весной она результативно отыграла грунтовую серию, завершив её титулом на Ролан Гаррос, где после выигрыша нескольких затяжных матчей она чуть легче справилась в финале с Иваной Йорович. В августе Касаткина в паре с соотечественницей Анастасией Комардиной добралась до финала парного турнира юношеской Олимпиады и вскоре завершила свою карьеру на юниорском уровне. Достигнутая в начале июня третья строчка рейтинга стала её лучшим результатом в классификации.

### Первые годы взрослой карьеры
Осенью 2013 года сыграла в отборе московского турнира WTA, а потом выиграла несколько матчей на 10-тысячнике из цикла ITF в Анталье. Через год в начале февраля выиграла первый 10-тысячник ITF, в сентябре — первый 25-тысячник. В октябре Касаткина впервые сыграла в основной сетке турнира в рамках WTA-тура, получив специальное приглашение на Кубок Кремля. Поздней осенью Касаткина выиграла отбор на 125-тысячнике серии WTA 125 в Лиможе.
2015 год начала с серии 25-тысячников в США, где за три недели добыла два полуфинала и выиграла один титул. Начало весны принесло локальные неудачи; лишь к концу мая Касаткина вновь вышла на пик формы: за несколько недель она выиграла три 25-тысячника в одиночном разряде и дважды доходила до аналогичных финалов в паре. В июле Касаткина дважды прошла квалификацию на небольших соревнованиях, а на одном из них — в австрийском Бадгастайне — дошла до четвертьфинала, переиграв двух игроков из топ-100 женского рейтинга и в равной борьбе уступив третьей: Саре Эррани.
Успехи начала лета позволили Касаткиной набрать достаточный рейтинг, чтобы осенью впервые выступить в квалификации турнира серии Большого шлема: на Открытом чемпионате США она сходу добралась до финала квалификации, где проиграла соотечественнице Елизавете Куличковой. Касаткина была допущена в основную сетку в качестве лаки-лузера, когда от участия в турнире отказалась Мария Шарапова, и вышла в третий раунд, где уступила Кристине Младенович (2:6, 3:6). Остаток года принёс ещё один титул — на грунтовом 50-тысячнике ITF во французском Сен-Мало, где в финале была переиграна Лаура Зигемунд, и неделю на Кубке Кремля, где Касаткина выиграла за неделю десяток матчей, пробившись в полуфинал одиночного турнира и выиграв титул в паре, в котором она сыграла вместе с соотечественницей Еленой Весниной. Результат, добытый в Москве, позволил Касаткиной войти в топ-100 мирового женского рейтинга — на 72-е место.

### 2016—2017 (первый одиночный титул WTA и топ-30)
В первом матче 2016 года Касаткина впервые переиграла теннисистку из топ-10, нанеся поражение в первом раунде турнира в Окленде № 7 в мире Винус Уильямс. На дебютном для себя взрослом Открытом чемпионате Австралии Касаткина дошла до третьего раунда, где проиграла Серене Уильямс, взяв всего два гейма. В феврале она дебютировала в составе сборной России в Кубке Федерации. С Екатериной Макаровой она сыграла парную встречу в противостоянии с Нидерландами, в котором россиянки выиграли, однако их матч уже ничего не решал (Нидерланды досрочно обеспечили себе проход дальше). В Санкт-Петербурге Касаткина дошла до полуфинала.
На теннисном турнире в Дохе Касаткина в паре с Еленой Весниной вышла в полуфинал, выиграв матч у первого номера мирового парного рейтинга WTA, первых сеяных этого турнира — пары Мартина Хингис и Саня Мирза. Таким образом была прервана 41-матчевая беспроигрышная серия этого дуэта. В марте Касаткина прошла в четвертьфинал турнира серии Премьер Mandatory в Индиан-Уэлсе. Следующего четвертьфинала россиянка достигла в апреле на грунте в Чарлстоне. В апреле она также сыграла за сборную за право остаться России в основном розыгрыше Кубка Федерации на следующий год. Во встрече с командой Беларуси Касаткина выиграла одну одиночную и одну парную встречу и уступила один одиночный матч и по итогу россиянки проиграли с общим счётом 2-3.
На Открытом чемпионате Франции и Уимблдоне Касаткина доходила до третьего раунда. В июле она впервые вошла в топ-30, а на турнире серии Премьер 5 в Монреале доиграла до четвертьфинала, выбив из турнира № 8 в мире Роберту Винчи (7:5, 6:3). В августе Касаткина приняла участие в Олимпийских играх в Рио-де-Жанейро. В одиночном разряде победила Онс Жабёр, Чжэн Сайсай, а также Сару Эррани и вышла в четвертьфинал, где проиграла Мэдисон Киз 3:6, 1:6. В парном разряде в альянсе со Светланой Кузнецовой также вышла в 1/4 финала. В концовке сезона Касаткина отметилась четвертьфиналом в Москве, а также выходом там в парный финал в партнёрстве с Дарьей Гавриловой.
В январе 2017 года Касаткина вышла в первый четвертьфинал в сезоне на турнире в Сиднее, обыграв во втором раунде впервые в карьере действующую первую ракетку мира — Кербер (7:6(5), 6:2). Следующий раз в 1/4 финала она пробилась в феврале на премьер-турнире в Дохе и вновь на стадии второго раунда переиграла Кербер (6:4, 0:6, 6:4), которая находилась уже в статусе второй ракетки мира. В апреле 2017 года Касаткина завоевала свой первый трофей на уровне WTA в одиночном разряде. Она победила на грунтовом премьер-турнире в Чарлстоне, переиграв в финале свою ровесницу Елену Остапенко — 6:3, 6:1. Этот успех позволил Касаткиной вернуться в топ-30. Выступила за сборную в отборочном раунде Кубка Федерации против команды Бельгии. Касаткина выиграла один матч, однако решающую парную встречу в дуэте с Весниной она проиграла, и россиянки уступили с общим счётом 2-3.
На Открытом чемпионате Франции 2017 года Касаткина доиграла до третьего раунда, а на Уимблдоне только до второго. На Открытом чемпионате США прошла в четвёртый раунд. В сентябре на турнире в Токио дошла до финала в парном разряде с Гавриловой. Затем на турнире серии премьер 5 в Ухане во втором раунде победила № 2 в мире Симону Халеп — 6:2, 6:1, но в третьем раунде уступила Екатерине Макаровой. На следующем для себя турнире высшей категории «премьер» в Пекине Касаткина дошла до четвертьфинала, проиграла Халеп. На Кубке Кремля Касаткина проиграла в финале Гёргес — 1:6, 2:6. Касаткина завершила 2017 год на итоговом 24-м месте рейтинга.

### 2018 год (финал в Индиан-Уэлсе и топ-10)
На Открытом чемпионате Австралии 2018 года Касаткина, 22-я сеяная, в первом круге проиграла Магде Линнет. В феврале на турнире в Санкт-Петербурге дошла до полуфинала, обыграв в 1/4 лидера мирового рейтинга Каролину Возняцки со счётом 7:6(2), 6:3. В борьбе за выход в финал она уступила прошлогодней победительнице турнира Кристине Младенович из Франции. На премьер-турнире в Дубае в середине февраля Касаткина в финале проиграла Элине Свитолиной. По ходу турнира Касаткина переиграла Агнешку Радваньску, Йоханну Конта, Елену Веснину и № 3 в мире Гарбинье Мугурусу.
На турнире в Индиан-Уэлсе в середине марта Касаткина дошла до финала. По ходу турнира она переиграла сразу трёх теннисисток из первой десятки рейтинга: Каролину Возняцки, Анжелику Кербер и Винус Уильямс. В финале проиграла 20-летней японке Наоми Осаке — 3:6, 2:6. Этот результат позволил Касаткиной подняться на 11-ю строчку, а также позволил ей стать первой ракеткой России в мировом рейтинге.
Грунтовая часть сезона началась для Касаткиной с защиты титула на турнире в Чарлстоне, где она на до 1/4 финала. На турнире в Мадриде в четвертьфинале уступила Петре Квитовой (4:6, 0:6). На Открытом чемпионате Франции Касаткина впервые в карьере сумела выйти в 1/4 финала на турнире «Большого шлема». В четвёртом раунде обыграла вторую ракетку мира Каролину Возняцки — 7:6(5), 6:3. В 1/4 финала уступила Слоан Стивенс — 3:6, 1:6.
В июне на турнире в Истборне Касаткина добралась до четвертьфинала, а затем смогла выйти в такую же стадию на Уимблдоне. В 1/4 финала Касаткину, хоть и в двух сетах, но лишь с 7-го матчбола обыграла Анжелика Кербер.
Касаткина не могла преодолеть первых раундов на турнирах в которых играла, в том числе и на Открытом чемпионате США, где выбыла во втором раунде. На Кубке Кремля выиграла второй одиночный титул в Туре. В пятом финале WTA в карьере в трёхсетовом поединке победила туниску Онс Жабёр — 2:6, 7:6(3), 6:4. Эта победа позволила Касаткиной впервые войти в топ-10 мирового рейтинга и поехать в Сингапур на Финал тура WTA в качестве первой запасной.
Помимо этого, Касаткина отобралась на второй по значимости Итоговый турнир для игроков топ-20 Трофей элиты WTA в Чжухае, где она, являясь первой сеянной, попала в группу вместе с Ван Цян и Мэдисон Киз. Касаткина обыграла китайскую теннисистку, но уже в четвёртый раз подряд проиграла американке Киз и потеряла шансы на выход из группы. По итогам сезона Касаткина сохранила место в топ-10.

### 2019—2020
В Австралии Касаткина проиграла три матча подряд на трёх турнирах, включая поражение на Открытом чемпионате Австралии в первом круге от швейцарской теннисистки Тимее Бачински. В феврале в четвертьфинале домашнего турнира в Санкт-Петербурге проиграла соотечественнице Вере Звонарёвой. В феврале сыграла за сборную в отборе Кубка Федерации, выиграв одну личную встречу и проиграв одну парную. 21 февраля 2019 года Касаткина объявила о завершении сотрудничества со своим тренером Филиппом Дехасом и вплоть до середины грунтового сезона тренировалась самостоятельно.
В марте на премьер-турнире в Индиан-Уэлсе, где Касаткиной было необходимо защищать чемпионский титул, она проиграла в первом же матче чешке Маркете Вондроушовой и упала в рейтинге ниже топ-20. На турнире в Майами в третьм раунде проиграла Винус Вильямс.
Грунтовый отрезок Касаткина начала с победы в Штутгарте над бельгийкой Элизе Мертенс, и это была её единственная победа над игроком топ-20 за первую половину 2019 года. Лучше всего она сыграла на турнире серии премьер 5 в Риме, где выиграла впервые в сезоне два матча подряд и вышла в третий раунд. На Открытом чемпионате Франции во втором раунде Касаткина проиграла пуэрториканке Монике Пуиг.
На траве Касаткина проиграла в первом же круге в Истборне и на Уимблдоне, вследствие чего не только впервые за три года покинула топ-30, но даже выбыла из топ-40. Перед последним в сезоне Большом шлеме Касаткина не могла пройти на турнирах дальше второго раунда. На самом Открытом чемпионате США проиграла в первом же раунде Йоханне Конте в трёх сетах.
Осеннюю азиатскую серию турниров Касаткина начала с двух поражений в первом раунде, а затем в Пекине, на последнем в сезоне турнире серии Премьер Мандатори, дошла до 1/4 финала, впервые за год одержав три победы подряд. В четвертьфинале проиграла Возняцки.
Сезон 2019 года Касаткина завершила поражением в первом круге Кубка Кремля от Даяны Ястремской и финишировала на 69 строчке мирового рейтинга WTA.
Сезон 2020 года Касаткина начала не слишком удачно. Вплоть до марта она не могла пройти дальше второго раунда, а на Открытом чемпионате Австралии вылетела уже в первом. После этого поражения Касаткина впервые за четыре года покинула топ-70 мирового рейтинга WTA. В начале марта на турнире в Лионе дошла до стадии полуфинала (впервые за последние полтора года).

### 2021—2022 (победа в Кубке Билли Джин Кинг и полуфинал на Ролан Гаррос)
На турнире в Абу-Даби 2021 в третьм раунде проиграла Елене Рыбакиной. 19 февраля выиграла турнир в Мельбурне, обыграв в финале Боузкову — 4:6, 6:2, 6:2. В феврале Касаткина выиграла ещё один титул на турнире в Санкт-Петербурге, переиграв в финале соотечественницу Маргариту Гаспарян на отказе соперницы во втором сете. 2 июня прошла в третий раунд Открытого чемпионата Франции. В июне на траве в Бирмингеме удалось выйти в финал, в котором она проиграла Онс Жабёр со счётом 5-7, 4-6. На следующем для себя турнире в Истборне Касаткина смогла во втором раунде победить Игу Свёнтек из топ-10 и выйти в четвертьфинал.
В августе 2021 года Касаткина оформила выход в ещё один финал на турнире в Сан-Хосе, в котором уступила в трёх сетах Даниэль Коллинз из США. На Открытом чемпионате США вышла в третий раунд. Осенью проиграла в третьем круге турнира в Индиан-Уэлсе Анжелике Кербер в трёх сетах и затем Ангелине Калининой в первом раунде Кубка Кремля. В концовке сезона стала обладательницей Кубка Билли Джин Кинг в составе сборной России.
Сезон 2022 года Касаткина начала с выхода в полуфинал турнира в Мельбурне. На следующем турнире в Сиднее она также доиграла до полуфинала, а в 1/4 нанесла поражение № 3 в мире Гарбинье Мугурусе (6-4, 6-4). На Открытом чемпионате Австралии она уверенно вышла в третий раунд, но проиграла здесь Иге Свёнтек в двух сетах. После возвращения из Австралии, Касаткина сообщила, что у неё выявили положительный результат на COVID-19. По этой причине она не смогла защитить свой титул на турнире в Санкт-Петербурге в том сезоне.
В грунтовом отрезке сезона Касаткина в Мадриде во втором раунде выбила с турнира № 5 в мире Марию Саккари, затем на турнире в Риме в третьем раунде прошла № 3 Паулу Бадосу и в целом доиграла до полуфинала. На Открытом чемпионате Франции 2022 года Касаткина была посеяна под 20-м номером и впервые в карьере вышла в полуфинал турнира Большого шлема, при этом не проиграла ни одного сета в пяти матчах. В полуфинале проиграла за час с небольшим будущей победительнице турнира Иге Свёнтек — 2:6, 1:6. После этого результата удалось подняться с 20-го на 12-е место в рейтинге. На траве она сыграла в июне два турнира (в Берлине и Бад-Хомбурге, где проходила в четвертьфиналы.
В начале августа 2022 года выиграла турнир WTA 500 в Сан-Хосе, последовательно победив действующую чемпионку Уимблдона Елену Рыбакину, Тейлор Таунсенд, шестую в мире Арину Соболенко, четвертую ракетку мира Паулу Бадосу и в финале Шелби Роджерс. После этой победы 8 августа 2022 года Касаткина вернулась в десятку рейтинга, заняв девятое. По количеству побед за год на тот момент она делила третье место с Симоной Халеп, уступая только Иге Свёнтек и Онс Жабёр. перед Открытом чемпионатом США удалось взять ещё один титул на турнире в Гранби, где в финале была обыграна Дарья Сэвилл. Однако последний в сезоне Большой шлем завершился для россиянки в первом раунде поражением от Хэрриет Дарт из Великобритании.
Осенью Касаткина выступила на четырёх турнирах и 24 октября достигла наивысшей в карьере 8-й строчки рейтинга. Это позволило в ноябре 2022 года впервые принять участие в Итоговом турнире WTA. Она смогла обыграть Кори Гауфф (7:6, 6:3) и дважды проиграла — Иге Свёнтек (2:6, 3:6) и Каролин Гарсии (6:4, 1:6, 6:7), завершив выступление на групповом этапе. По итогам сезона она смогла финишировать на 8-й позиции в мировом рейтинге.

### 2023—2024
Касаткина начала сезон на турнире в Аделаиде, где проиграла в первом раунде Линде Носковой в трёх сетах. Затем она сыграла в следующем соревновании в Аделаиде, где победила Барбору Крейчикову и Петру Квитову в двух сетах и, после отказа Паулы Бадосы выступать, попала в финал. В решающем матче она потерпела поражение от Белинды Бенчич в двух сетах. На Открытом чемпионате Австралии Касаткина проиграла в первом раунде Варваре Грачевой в двух сетах.
В апреле Касаткина вышла в полуфинал грунтового турнира в Чарлстоне. На турнирах серии WTA 1000 в Мадриде и Риме доигрывала до четвёртого раунда. До этой же стадии она дошла на Открытом чемпионате Франции, где проиграла Элине Свитолиной. На травяном турнире в Истборне Касаткина вышла в финал, обыграв среди прочих № 5 в мире Карлин Гарсию после отказа соперницы от продолжения матча во втором сете. Уимблдон продлился для неё до стадии третьего раунда, в которой она проиграла Виктории Азаренко. В июле вышла в 1/4 финала в Палермо, а в августе также сыграла уже на более крупном турнире в Монреале. На Открытом чемпионате США результатом Касаткиной стал выход в четвёртый раунд, в котором она уступила финалистке того розыгрыша турнира — Арине Соболенко.
В осенней части 2023 года Касаткина смогла выйти в четвертьфинал турнира в Токио, полуфинал в Чжэнчжоу. Находясь во втором десятке рейтинга, выступила в конце сезона на младшем итоговом соревновании Трофей элиты WTA и выиграла там два матча группового этапа, отобравшись в полуфинал, в котором проиграла Беатрис Хаддад Майе.
2024 год Касаткина начала с выступления на Брисбене, где прошла в четвертьфинал. Затем она смогла выйти в финал в Аделаиде, сыграв только два матча из четырёх из-за отказа соперниц от дальнейшего участия в турнире. В решающем матче Касаткина не смогла победить Елену Остапенко (3-6, 2-6). На Открытом чемпионате Австралии она провела два матча, проиграв во втором раунде Слоан Стивенс. В феврале Касаткина сыграла ещё один финал на турнире в Абу-Даби, проиграв в матче за титул Елене Рыбакиной. В апреле на турнире в Чарлстоне она сыграла третий финал в сезоне и в пятый раз подряд, начиная с января 2023 года, не смогла победить в титульном матче, проиграв на этот раз Даниэль Коллинз.
Прервать серию неудач в финалах удалось в июне 2024 года на турнире в Истборне. Касаткина выиграла первый трофей на траве и седьмой одиночный титул WTA за карьеру, нанеся в финале поражение Лейле Фернандес (6-3, 6-4). На Уимблдоне она закончила играть в третьем раунде, а на Открытом чемпионате США во втором. В сентябре вышла в финал турнира в Сеуле, где уступила Беатрис Хаддад Майе в трёх сетах. В октябре Касаткина выиграла второй титул в сезоне, взяв его на турнире в Нинбо. В «российском финале» была обыграна Мирра Андреева в трёх сетах. Этот успех позволил Касаткиной вернуть себе место в топ-10 и поехать в качестве запасной на Итоговый турнир WTA. После того как с турнира снялась Джессика Пегула, удалось сыграть один матч против Игы Свёнтек, в котором Касаткина разгромно проиграла. По итогам сезона она заняла 9-ю позицию в рейтинге.

### 2025 год
На Открытом чемпионате Австралии 2025 года Касаткина улучшила свой результат, с десятой попытки пройдя в четвёртый раунд.

## Итоговое место в рейтинге WTA по годам[49]
| Год  | Одиночный рейтинг | Парный рейтинг |
| 2024 | 9                 | 378            |
| 2023 | 18                | 489            |
| 2022 | 8                 | 642            |
| 2021 | 26                | 283            |
| 2020 | 71                | 141            |
| 2019 | 69                | 127            |
| 2018 | 10                | 412            |
| 2017 | 24                | 67             |
| 2016 | 27                | 48             |
| 2015 | 72                | 118            |
| 2014 | 370               |                |

## Выступления на турнирах

### Финалы турнировWTAв одиночном разряде (19)

#### Победы (8)
| Легенда:                    |
| --------------------------- |
| Турниры Большого шлема (0)  |
| Олимпиада (0)               |
| Итоговый чемпионат (0)      |
| Premier Mandatory (0)       |
| Premier 5 / WTA 1000 (0)    |
| Premier / WTA 500 (6+1)     |
| International / WTA 250 (2) |

| Титулы по покрытиям | Титулы по месту проведения матчей турнира |
| ------------------- | ----------------------------------------- |
| Хард (6+1)          | Зал (2+1)                                 |
| Грунт (1)           | Зал (2+1)                                 |
| Трава (1)           | Открытый воздух (4)                       |
| Ковёр (0)           | Открытый воздух (4)                       |

| №  | Дата            | Турнир                  | Покрытие   | Соперница в финале | Счёт            |
| 1. | 9 апреля 2017   | Чарлстон, США           | Грунт      | Елена Остапенко    | 6-3 6-1         |
| 2. | 20 октября 2018 | Москва, Россия          | Хард (зал) | Онс Жабёр          | 2-6 7-6(3) 6-4  |
| 3. | 19 февраля 2021 | Мельбурн, Австралия     | Хард       | Мария Боузкова     | 4-6 6-2 6-2     |
| 4. | 21 марта 2021   | Санкт-Петербург, Россия | Хард (зал) | Маргарита Гаспарян | 6-3 2-1 — отказ |
| 5. | 7 августа 2022  | Сан-Хосе, США           | Хард       | Шелби Роджерс      | 6-7(2) 6-1 6-2  |
| 6. | 27 августа 2022 | Гранби, Канада          | Хард       | Дарья Сэвилл       | 6-4 6-4         |
| 7. | 29 июня 2024    | Истборн, Великобритания | Трава      | Лейла Фернандес    | 6-3 6-4         |
| 8. | 20 октября 2024 | Нинбо, Китай            | Хард       | Мирра Андреева     | 6-0 4-6 6-4     |

#### Поражения (11)
| №   | Дата             | Турнир                    | Покрытие   | Соперница в финале  | Счёт            |
| 1.  | 21 октября 2017  | Москва, Россия            | Хард (зал) | Юлия Гёргес         | 1-6 2-6         |
| 2.  | 24 февраля 2018  | Дубай, ОАЭ                | Хард       | Элина Свитолина     | 4-6 0-6         |
| 3.  | 18 марта 2018    | Индиан-Уэлс, США          | Хард       | Наоми Осака         | 3-6 2-6         |
| 4.  | 20 июня 2021     | Бирмингем, Великобритания | Трава      | Онс Жабёр           | 5-7 4-6         |
| 5.  | 8 августа 2021   | Сан-Хосе, США             | Хард       | Даниэль Коллинз     | 3-6 7-6(10) 1-6 |
| 6.  | 14 января 2023   | Аделаида (II), Австралия  | Хард       | Белинда Бенчич      | 0-6 2-6         |
| 7.  | 1 июля 2023      | Истборн, Великобритания   | Трава      | Мэдисон Киз         | 2-6 6-7(13)     |
| 8.  | 13 января 2024   | Аделаида, Австралия (2)   | Хард       | Елена Остапенко     | 3-6 2-6         |
| 9.  | 11 февраля 2024  | Абу-Даби, ОАЭ             | Хард       | Елена Рыбакина      | 1-6 4-6         |
| 10. | 7 апреля 2024    | Чарлстон, США             | Грунт      | Даниэль Коллинз     | 1-6 2-6         |
| 11. | 22 сентября 2024 | Сеул, Южная Корея         | Хард       | Беатрис Хаддад Майя | 6-1 4-6 1-6     |

### Финалы турнировITFв одиночном разряде (7)

#### Победы (7)
| Легенда:        |
| --------------- |
| 100.000 USD (0) |
| 75.000 USD (0)  |
| 50.000 USD (1)  |
| 25.000 USD (5)  |
| 10.000 USD (1)  |

| Титулы по покрытиям | Титулы по месту проведения матчей турнира |
| ------------------- | ----------------------------------------- |
| Хард (1)            | Зал (0)                                   |
| Грунт (6)           | Зал (0)                                   |
| Трава (0)           | Открытый воздух (7)                       |
| Ковёр (0)           | Открытый воздух (7)                       |

| №  | Дата             | Турнир               | Покрытие | Соперница в финале | Счёт           |
| 1. | 2 февраля 2014   | Шарм-эш-Шейх, Египет | Хард     | Пернилла Мендесова | 6-3 6-4        |
| 2. | 22 сентября 2014 | Телави, Грузия       | Грунт    | Жасмин Паолини     | 6-1 4-6 [10-7] |
| 3. | 25 января 2015   | Дейтона-Бич, США     | Грунт    | Элизе Мертенс      | 6-2 4-6 6-0    |
| 4. | 23 мая 2015      | Казерта, Италия      | Грунт    | Ипек Сойлу         | 7-6(4) 6-1     |
| 5. | 14 июня 2015     | Минск, Беларусь      | Грунт    | Анна Познихиренко  | 4-3 — отказ    |
| 6. | 21 июня 2015     | Минск, Беларусь      | Грунт    | Ирина Шиманович    | 6-1 6-1        |
| 7. | 20 сентября 2015 | Сен-Мало, Франция    | Грунт    | Лаура Зигемунд     | 7-5 7-6(4)     |

### Финалы турнировWTAв парном разряде (3)

#### Победы (1)
| №  | Дата            | Турнир         | Покрытие   | Партнёрша     | Соперницы                           | Счёт              |
| 1. | 24 октября 2015 | Москва, Россия | Хард (зал) | Елена Веснина | Ирина-Камелия Бегу Моника Никулеску | 6-3 6-7(7) [10-5] |

#### Поражения (2)
| №  | Дата             | Турнир         | Покрытие   | Партнёрша       | Соперницы                                | Счёт           |
| 1. | 21 октября 2016  | Москва, Россия | Хард (зал) | Дарья Гаврилова | Андреа Главачкова Луция Градецкая        | 6-4 0-6 [7-10] |
| 2. | 23 сентября 2017 | Токио, Япония  | Хард       | Дарья Гаврилова | Андрея Клепач Мария Хосе Мартинес Санчес | 3-6 2-6        |

### Финалы турнировITFв парном разряде (2)

#### Поражения (2)
| №  | Дата         | Турнир          | Покрытие | Партнёрша   | Соперницы                         | Счёт            |
| 1. | 30 мая 2015  | Москва, Россия  | Грунт    | Ольга Янчук | Каролина Даниэльс Алёна Сотникова | 2-6 6-7(10)     |
| 2. | 14 июня 2015 | Минск, Беларусь | Грунт    | Ольга Янчук | Валентина Ивахненко Полина Монова | 6-4 0-6 [10-12] |

### Финалы командных турниров (1)

#### Победа (1)
| №  | Год  | Турнир                | Команда                                                                             | Соперник                                                | Счёт |
| 1. | 2021 | Кубок Билли Джин Кинг | Россия Е. Александрова, Д. Касаткина, В. Кудерметова, А. Павлюченкова, Л. Самсонова | Швейцария Б. Бенчич, В. Голубич, Дж. Тайхман, Ш. Фёгеле | 2-0  |

## История выступлений на турнирах
По состоянию на 9 июня 2025 года
Для того, чтобы предотвратить неразбериху и удваивание счета, информация в этой таблице корректируется только по окончании участия там данного игрока.
| Турнир                       | 2014           | 2015           | 2016          | 2017           | 2018           | 2019           | 2020           | 2021          | 2022           | 2023           | 2024          | 2025          | Итог   | В/П за карьеру |
| ---------------------------- | -------------- | -------------- | ------------- | -------------- | -------------- | -------------- | -------------- | ------------- | -------------- | -------------- | ------------- | ------------- | ------ | -------------- |
| Турниры Большого шлема       |                |                |               |                |                |                |                |               |                |                |               |               |        |                |
| Открытый чемпионат Австралии | -              | -              | 3Р            | 1Р             | 2Р             | 1Р             | 1Р             | 2Р            | 3Р             | 1Р             | 2Р            | 4Р            | 0 / 10 | 10-10          |
| Открытый чемпионат Франции   | -              | -              | 3Р            | 3Р             | 1/4            | 2Р             | 2Р             | 3Р            | 1/2            | 4Р             | 2Р            | 4Р            | 0 / 10 | 24-10          |
| Уимблдонский турнир          | -              | -              | 3Р            | 2Р             | 1/4            | 1Р             | НП             | 2Р            | -              | 3Р             | 3Р            |               | 0 / 7  | 12-7           |
| Открытый чемпионат США       | -              | 3Р             | 1Р            | 4Р             | 2Р             | 1Р             | 1Р             | 3Р            | 1Р             | 4Р             | 2Р            |               | 0 / 10 | 12-10          |
| Итог                         | 0 / 0          | 0 / 1          | 0 / 4         | 0 / 4          | 0 / 4          | 0 / 4          | 0 / 3          | 0 / 4         | 0 / 3          | 0 / 4          | 0 / 4         | 0 / 2         | 0 / 37 |                |
| В/П в сезоне                 | 0-0            | 2-1            | 6-4           | 6-4            | 10-4           | 1-4            | 1-3            | 6-4           | 7-3            | 8-4            | 5-4           | 6-2           |        | 58-37          |
| Олимпийские игры             |                |                |               |                |                |                |                |               |                |                |               |               |        |                |
| Летняя олимпиада             | Не проводилась | Не проводилась | 1/4           | Не проводилась | Не проводилась | Не проводилась | Не проводилась | -             | Не проводилась | Не проводилась | -             | НП            | 0 / 1  | 3-1            |
| Итоговые турниры             |                |                |               |                |                |                |                |               |                |                |               |               |        |                |
| Итоговый турнир WTA          | -              | -              | -             | -              | -              | -              | НП             | -             | Группа         | -              | Группа        |               | 0 / 2  | 1-3            |
| Трофей элиты WTA             | -              | -              | -             | -              | Группа         | -              | Не проводился  | Не проводился | Не проводился  | 1/2            | НП            |               | 0 / 2  | 3-2            |
| Турниры WTA 1000             |                |                |               |                |                |                |                |               |                |                |               |               |        |                |
| Доха                         | -              | ОС             | 2Р            | ОС             | 1Р             | ОС             | 1Р             | ОС            | 3Р             | ОС             | 1Р            | 3Р            | 0 / 6  | 5-6            |
| Дубай                        | ОС             | -              | ОС            | 1Р             | ОС             | 2Р             | ОС             | 1Р            | ОС             | 2Р             | 1Р            | 1Р            | 0 / 6  | 1-6            |
| Индиан-Уэлс                  | -              | -              | 1/4           | 2Р             | Ф              | 2Р             | НП             | 3Р            | 3Р             | 3Р             | 4Р            | 3Р            | 0 / 9  | 15-9           |
| Майами                       | -              | -              | 2Р            | 2Р             | 2Р             | 3Р             | НП             | -             | 2Р             | 2Р             | 3Р            | 2Р            | 0 / 8  | 3-8            |
| Мадрид                       | -              | -              | 1Р            | 1Р             | 1/4            | 1Р             | НП             | 2Р            | 3Р             | 4Р             | 4Р            | 3Р            | 0 / 9  | 11-9           |
| Рим                          | -              | -              | 3Р            | 1Р             | 3Р             | 3Р             | 3Р             | 1Р            | 1/2            | 4Р             | 3Р            | 2Р            | 0 / 10 | 15-10          |
| Монреаль/Торонто             | -              | -              | 1/4           | 2Р             | 2Р             | 2Р             | НП             | 2Р            | 1Р             | 1/4            | 2Р            |               | 0 / 8  | 10-8           |
| Нью-Йорк/Цинциннати          | -              | -              | 1Р            | 2Р             | 1Р             | 2Р             | 1Р             | 1Р            | 1Р             | 3Р             | 2Р            |               | 0 / 9  | 5-9            |
| Пекин                        | -              | -              | 2Р            | 1/4            | 1Р             | 1/4            | Не проводился  | Не проводился | Не проводился  | 2Р             | 3Р            |               | 0 / 6  | 9-6            |
| Гвадалахара                  | Не проводился  | Не проводился  | Не проводился | Не проводился  | Не проводился  | Не проводился  | Не проводился  | Не проводился | 3Р             | -              | ОС            | ОС            | 0 / 1  | 1-1            |
| Ухань                        | -              | -              | 3Р            | 3Р             | 3Р             | 1Р             | Не проводился  | Не проводился | Не проводился  | Не проводился  | 3Р            |               | 0 / 5  | 7-5            |
| Итог                         | 0 / 0          | 0 / 0          | 0 / 9         | 0 / 9          | 0 / 9          | 0 / 9          | 0 / 3          | 0 / 6         | 0 / 8          | 0 / 8          | 0 / 10        | 0 / 6         | 0 / 77 |                |
| В/П в сезоне                 | 0-0            | 0-0            | 14-9          | 7-9            | 13-9           | 9-9            | 2-3            | 3-6           | 10-8           | 11-8           | 9-10          | 4-6           |        | 82-77          |
| Турниры WTA 500              |                |                |               |                |                |                |                |               |                |                |               |               |        |                |
| Аделаида                     | Не проводился  | Не проводился  | Не проводился | Не проводился  | Не проводился  | Не проводился  | 1Р             | -             | -              | 1Р/Ф           | Ф             | 1/4           | 0 / 5  | 6-5            |
| Брисбен                      | -              | -              | -             | 2Р             | 1Р             | 1Р             | -              | Не проводился | Не проводился  | Не проводился  | 1/4           | 3Р            | 0 / 5  | 4-5            |
| Сидней                       | -              | -              | -             | 1/4            | 1Р             | 1Р             | Не проводился  | Не проводился | 1/2            | Не проводился  | Не проводился | Не проводился | 0 / 4  | 5-4            |
| Санкт-Петербург              | -              | -              | 1/2           | 2Р             | 1/2            | 1/4            | 1Р             | П             | -              | Не проводился  | Не проводился | Не проводился | 1 / 6  | 12-5           |
| Доха / Дубай                 | -              | -              | -             | 1/4            | Ф              | -              | К              | -             | 1Р             | 2Р             | WTA 1000      | WTA 1000      | 0 / 4  | 7-3            |
| Абу-Даби                     | не проводился  | не проводился  | не проводился | не проводился  | не проводился  | не проводился  | не проводился  | 3Р            | НП             | 1/4            | Ф             | 2Р            | 0 / 4  | 6-4            |
| Чарлстон                     | -              | -              | 1/4           | П              | 1/4            | -              | НП             | -             | -              | 1/2            | Ф             |               | 1 / 5  | 18-4           |
| Штутгарт                     | -              | -              | -             | 1Р             | 1Р             | 2Р             | НП             | -             | 2Р             | 1Р             | -             |               | 0 / 5  | 2-5            |
| Берлин                       | Не проводился  | Не проводился  | Не проводился | Не проводился  | Не проводился  | Не проводился  | Не проводился  | -             | 1/4            | 1Р             | 2Р            |               | 0 / 3  | 3-3            |
| Бирмингем                    | -              | -              | -             | -              | 2Р             | -              | НП             | Ф             | -              | -              | -             |               | 0 / 2  | 5-2            |
| Истборн                      | -              | -              | 1Р            | -              | 1/4            | 1Р             | НП             | 1/4           | -              | Ф              | П             |               | 1 / 6  | 13-5           |
| Сан-Хосе/Вашингтон           | -              | -              | -             | -              | -              | 2Р             | НП             | Ф             | П              | 2Р             | 2Р            |               | 1 / 5  | 10-4           |
| Нью-Хейвен                   | -              | -              | 1Р            | 2Р             | -              | не проводился  | не проводился  | не проводился | не проводился  | не проводился  | не проводился | не проводился | 0 / 2  | 1-2            |
| Сеул                         | не WTA 500     | не WTA 500     | не WTA 500    | не WTA 500     | не WTA 500     | не WTA 500     | НП             | не WTA 500    | не WTA 500     | не WTA 500     | Ф             |               | 0 / 1  | 3-1            |
| Сан-Диего                    | НП             | -              | Не проводился | Не проводился  | Не проводился  | Не проводился  | Не проводился  | -             | 2Р             | -              | -             |               | 0 / 1  | 1-1            |
| Токио/Осака                  | -              | -              | -             | 2Р             | -              | 1Р             | не проводился  | не проводился | -              | 1/4            | 1/4           |               | 0 / 4  | 4-4            |
| Чжэнчжоу / Нинбо             | Не проводился  | Не проводился  | Не проводился | Не проводился  | Не проводился  | -              | Не проводился  | Не проводился | Не проводился  | 1/2            | П             |               | 1 / 2  | 6-1            |
| Москва                       | 1Р             | 1/2            | 1/4           | Ф              | П              | 1Р             | НП             | 1Р            | не проводился  | не проводился  | не проводился | не проводился | 1 / 7  | 14-6           |
| Острава                      | не проводился  | не проводился  | не проводился | не проводился  | не проводился  | не проводился  | 2Р             | -             | 2Р             | не проводился  | не проводился | не проводился | 0 / 3  | 2-2            |
| Мельбурн                     | не проводился  | не проводился  | не проводился | не проводился  | не проводился  | не проводился  | не проводился  | 3Р            | не проводился  | не проводился  | не проводился | не проводился | 0 / 1  | 2-1            |
| Турниры WTA 250              |                |                |               |                |                |                |                |               |                |                |               |               |        |                |
| Окленд                       | -              | -              | 2Р            | -              | -              | -              | 2Р             | не проводился | не проводился  | -              | -             |               | 0 / 2  | 2-2            |
| Лион                         | Не проводился  | Не проводился  | Не проводился | Не проводился  | Не проводился  | Не проводился  | 1/2            | -             | -              | -              | не проводился | не проводился | 0 / 1  | 3-1            |
| Марракеш                     | -              | 1Р             | -             | -              | -              | -              | НП             | НП            | -              | -              | -             |               | 0 / 1  | 0-1            |
| Прага                        | -              | -              | -             | -              | -              | 1Р             | -              | -             | -              | -              | -             |               | 0 / 1  | 0-1            |
| Бухарест                     | -              | 1Р             | -             | -              | -              | -              | НП             | НП            | не WTA 250     | не WTA 250     | не WTA 250    | не WTA 250    | 0 / 1  | 0-1            |
| Стамбул                      | -              | -              | -             | -              | -              | -              | -              | 2Р            | -              | не проводился  | не проводился | не проводился | 0 / 1  | 1-1            |
| Бадгастайн                   | -              | 1/4            | Не проводился | Не проводился  | Не проводился  | Не проводился  | Не проводился  | Не проводился | Не проводился  | Не проводился  | Не проводился | Не проводился | 0 / 1  | 2-1            |
| Москва                       | Не проводился  | Не проводился  | Не проводился | Не проводился  | 2Р             | Не проводился  | Не проводился  | Не проводился | Не проводился  | Не проводился  | Не проводился | Не проводился | 0 / 1  | 1-1            |
| Линц                         | -              | К              | 1Р            | -              | -              | -              | -              | -             | НП             | -              | WTA 500       | WTA 500       | 0 / 1  | 0-1            |
| Палермо                      | не проводился  | не проводился  | не проводился | не проводился  | не проводился  | не проводился  | 1Р             | -             | -              | 1/4            | -             |               | 0 / 2  | 2-2            |
| Мельбурн                     | не проводился  | не проводился  | не проводился | не проводился  | не проводился  | не проводился  | не проводился  | П             | 1/2            | Не проводился  | Не проводился | Не проводился | 1 / 2  | 9-1            |
| Парма                        | не проводился  | не проводился  | не проводился | не проводился  | не проводился  | не проводился  | не проводился  | 2Р            | не WTA 250     | не WTA 250     | не WTA 250    | не WTA 250    | 0 / 1  | 1-1            |
| Кливленд                     | не проводился  | не проводился  | не проводился | не проводился  | не проводился  | не проводился  | не проводился  | 1/4           | -              | -              | -             |               | 0 / 1  | 2-1            |
| Бад-Хомбург-фор-дер-Хёэ      | не проводился  | не проводился  | не проводился | не проводился  | не проводился  | не проводился  | не проводился  | -             | 1/4            | -              | -             |               | 0 / 1  | 2-1            |
| Гамбург                      | не проводился  | не проводился  | не проводился | не проводился  | не проводился  | не проводился  | не проводился  | -             | 1Р             | -              | не проводился | не проводился | 0 / 1  | 2-1            |
| Гранби                       | не проводился  | не проводился  | не проводился | не проводился  | не проводился  | не проводился  | не проводился  | не проводился | П              | не проводился  | не проводился | не проводился | 1 / 1  | 5-0            |
| Турниры WTA 125              |                |                |               |                |                |                |                |               |                |                |               |               |        |                |
| Лимож                        | 1Р             | -              | -             | -              | -              | -              | -              | -             | -              | -              | -             |               | 0 / 1  | 0-1            |
| Статистика за карьеру        |                |                |               |                |                |                |                |               |                |                |               |               |        |                |
| Проведено финалов WTA        | 0              | 0              | 0             | 2              | 3              | 0              | 0              | 4             | 2              | 2              | 6             | 0             | 19     |                |
| Выиграно турниров WTA        | 0              | 0              | 0             | 1              | 1              | 0              | 0              | 2             | 2              | 0              | 2             | 0             | 8      |                |
| В/П: всего                   | 0-1            | 7-5            | 33-22         | 32-21          | 42-24          | 12-21          | 8-12           | 35-17         | 41-22          | 41-26          | 40-23         | 6-4           |        | 390-221        |

| Турнир                     | 2013 | 2014 | 2015 | 2016 | 2017 | Итог  | В/П за карьеру |
| -------------------------- | ---- | ---- | ---- | ---- | ---- | ----- | -------------- |
|                            |      |      |      |      |      |       |                |
| Турниры ITF (до 2017 года) |      |      |      |      |      |       |                |
| ANTALYA 34                 | 1/4  | -    | -    | -    | -    | 0 / 1 | 2-1            |
| SHARM EL SHEIKH 2          | -    | 1/2  | -    | -    | -    | 0 / 1 | 3-1            |
| SHARM EL SHEIKH 3          | -    | П    | -    | -    | -    | 1 / 1 | 5-0            |
| NAMANGAN                   | -    | 1/4  | -    | -    | -    | 0 / 1 | 2-1            |
| PADOVA                     | -    | 2Р   | -    | -    | -    | 0 / 1 | 1-1            |
| BATUMI                     | -    | 2Р   | -    | -    | -    | 0 / 1 | 1-1            |
| TELAVI 4                   | -    | П    | -    | -    | -    | 1 / 1 | 5-0            |
| SAINT MALO                 | -    | -    | П    | -    | -    | 1 / 1 | 5-0            |
| VANCOUVER                  | -    | -    | 2Р   | -    | -    | 0 / 1 | 1-1            |
| VERSMOLD                   | -    | -    | 1Р   | -    | -    | 0 / 1 | 0-1            |
| MINSK 2                    | -    | -    | П    | -    | -    | 1 / 1 | 5-0            |
| MINSK                      | -    | -    | П    | -    | -    | 1 / 1 | 5-0            |
| MOSCOW 2                   | -    | -    | 2Р   | -    | -    | 0 / 1 | 1-1            |
| CASERTA                    | -    | -    | П    | -    | -    | 1 / 1 | 5-0            |
| TRNAVA 2                   | -    | -    | 1Р   | -    | -    | 0 / 1 | 0-1            |
| OSPREY                     | -    | -    | 1Р   | -    | -    | 0 / 1 | 0-1            |
| PALM HARBOR                | -    | -    | 1/4  | -    | -    | 0 / 1 | 2-1            |
| SUNRISE                    | -    | -    | 1/2  | -    | -    | 0 / 1 | 3-1            |
| DAYTONA BEACH              | -    | -    | П    | -    | -    | 1 / 1 | 5-0            |
| PLANTATION                 | -    | -    | 1/2  | -    | -    | 0 / 1 | 3-1            |
| Статистика за карьеру      |      |      |      |      |      |       |                |
| Проведено финалов          | 0    | 2    | 5    | 0    |      |       |                |
| Выиграно турниров          | 0    | 2    | 5    | 0    |      |       |                |
| В/П: всего                 | 2-1  | 17-4 |      |      |      |       |                |

## История личных встреч
| Соперница       | Все матчи | Финалы |                   |
| --------------- | --------- | ------ | ----------------- |
| Арина Соболенко | 0-0       | 0-0    | юниорские турниры |
| Арина Соболенко | 2-7       | 0-0    | взрослые турниры  |
| Элизе Мертенс   | 1-0       | 0-0    | юниорские турниры |
| Элизе Мертенс   | 6-2       | 1-0    | взрослые турниры  |
| Анжелика Кербер | 0-0       | 0-0    | юниорские турниры |
| Анжелика Кербер | 4-4       | 0-0    | взрослые турниры  |
| Елена Остапенко | 0-0       | 0-0    | юниорские турниры |
| Елена Остапенко | 2-6       | 1-1    | взрослые турниры  |
| Мэдисон Киз     | 0-0       | 0-0    | юниорские турниры |
| Мэдисон Киз     | 2-10      | 0-1    | взрослые турниры  |
| Элина Свитолина | 0-0       | 0-0    | юниорские турниры |
| Элина Свитолина | 0-8       | 0-0    | взрослые турниры  |